# Marcos Rivas
Marcos Rivas  (27. listopadu 1947, Ciudad de México – 19. dubna 2024, Victoria de Durango) byl mexický fotbalista, záložník.

## Fotbalová kariéra
V mexické lize hrál za Atlante FC, Club Universidad de Guadalajara a Club León. Za reprezentaci Mexika nastoupil v letech 1970–1973 v 6 utkáních a dal 3 góly. Byl členem mexické reprezentace na Mistrovství světa ve fotbale 1970, ale v utkání nenastoupil a zůstal jen mezi náhradníky.

## Ligová bilance
| Ročník                  | Zápasy | Góly | Klub                            |
| ----------------------- | ------ | ---- | ------------------------------- |
| 1. mexická liga 1967/68 | -      | -    | Atlante FC                      |
| 1. mexická liga 1968/69 | -      | -    | Atlante FC                      |
| 1. mexická liga 1969/70 | -      | -    | Atlante FC                      |
| 1. mexická liga 1970/71 | -      | -    | Atlante FC                      |
| 1. mexická liga 1971/72 | -      | -    | Atlante FC                      |
| 1. mexická liga 1972/73 | -      | -    | Atlante FC                      |
| 1. mexická liga 1973/74 | -      | 11   | Atlante FC                      |
| 1. mexická liga 1974/75 | -      | -    | Club Universidad de Guadalajara |
| 1. mexická liga 1975/76 | 16     | 8    | Club Universidad de Guadalajara |
| 1. mexická liga 1976/77 | 30     | 2    | Club León                       |
| 1. mexická liga 1977/78 | 34     | 4    | Club Universidad de Guadalajara |
| CELKEM 1. mexická liga  | -      | -    |                                 |